# Jamilena

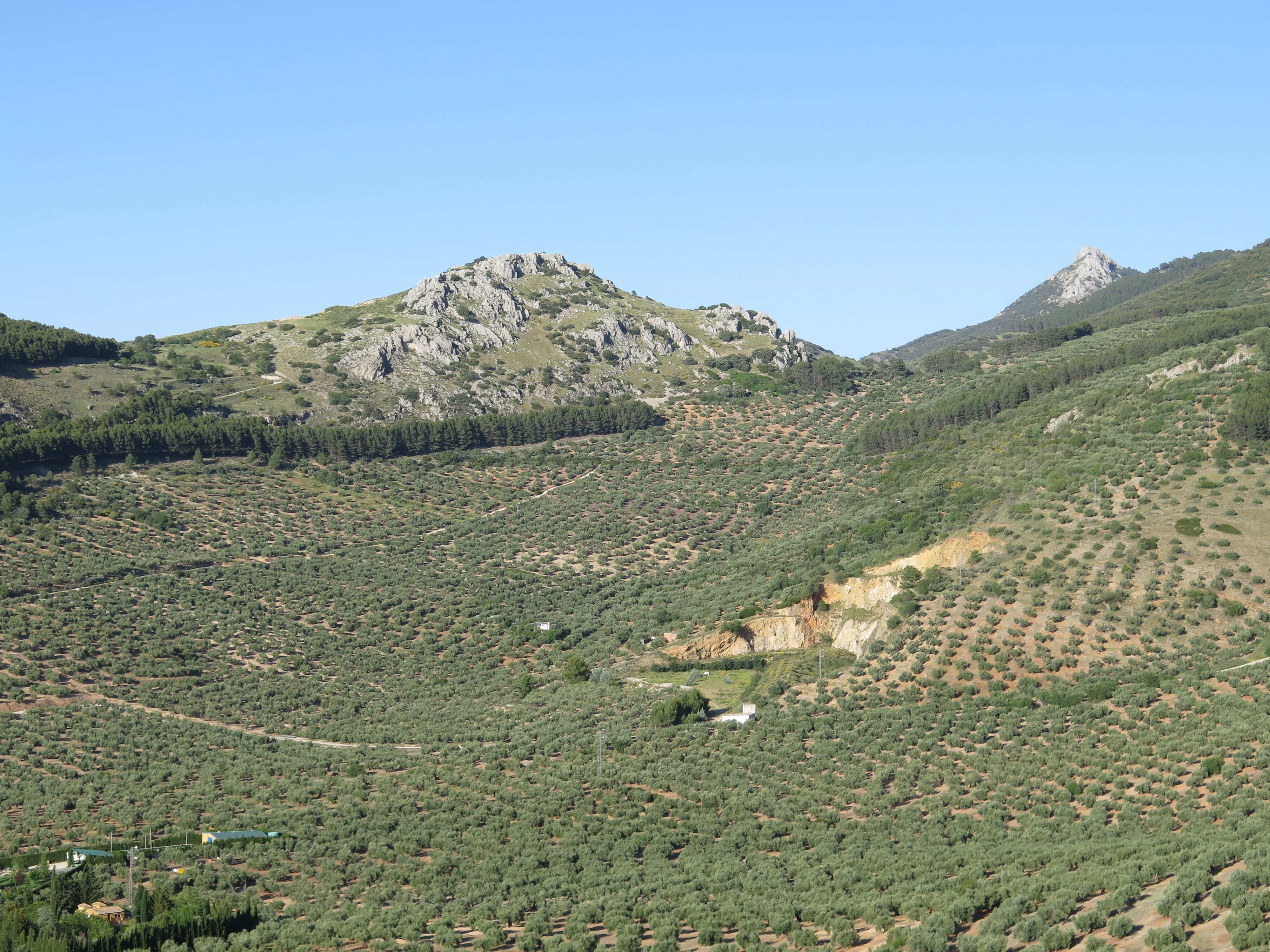
Olivares y sierra en el municipio de Jamilena

Jamilena es una localidad y municipio español de la provincia de Jaén, Andalucía, dentro de la comarca Metropolitana de Jaén, a 765 metros de altitud. Jamilena pertenece al partido judicial de Martos y está a una distancia de 16 km de la ciudad de Jaén. Los municipios limítrofes con Jamilena son Martos, Torredonjimeno, Torredelcampo y Los Villares. A las espaldas de la sierra sobre la que se asienta la localidad (conocida como Peña o Pecho de la Fuente), se localiza el cerro Miguelico y el espacio natural del bosque de La Bañizuela.
Su término municipal posee unos 8,99 km². Cuenta con una población de 3298 habitantes (INE 2024) y en su mayoría está dedicada al trabajo del cultivo y recolección de la aceituna. Pero, debido a la estacionalidad de esta labor, la mayoría está dedicada a la manipulación del ajo y al trabajo en el sector del metal y la construcción. En el término existen también varias explotaciones mineras, entre las que destaca la cantera de cemento que explotaba la empresa Holcim.

## Historia

### Prehistoria y Protohistoria
Los orígenes de Jamilena se remontan en torno a unos 2500 años aproximadamente. La base en la que este dato se apoya es el descubrimiento en 1931 de una necrópolis y una serie de tumbas en el paraje conocido como la Dehesa, lugar en el que, según el informe de las excavaciones arqueológicas de ese año, se asentó un núcleo de iberos alrededor del siglo V a. C. Sin embargo, dicho asentamiento sería anterior a la Edad del Hierro o posterior, pero nunca ibérico. Hasta el momento solo se conoce la necrópolis, pero probablemente el poblado no debe de estar muy lejos ya que toda esa zona es muy rica en yacimientos arqueológicos. Sin embargo, el hecho de que en dicho informe se cite la existencia de unos enterramientos en cavernas, tal vez se refiera a inhumaciones en cista semejantes a las que se pueden hallar en el yacimiento argárico de El Castellón Alto, de Galera (Granada). No obstante, dicha necrópolis no es lo más antiguo que se conoce, ya que en el lugar conocido como El Calvario aparecieron una serie de puntas de flecha e instrumentos líticos que en opinión del arqueólogo franciscano, Alejandro Recio Veganzones, pertenecen al periodo paleolítico, concretamente a la industria solutrense.

### Época romana
Si seguimos el curso de la Historia llegamos al siglo II a. C. donde nos encontramos con la figura del caudillo lusitano Viriato. De él nos hablan las fuentes antiguas y el autor del siglo XVIII, padre Alejandro del Barco, el cual en su obra Las Colonias Gemelas Reintegradas nos narra la derrota que Viriato sufrió de manos del general romano Q. Fabio Máximo Serviliano en las montañas cercanas a la ciudad de Tucci (Martos). Dicha derrota significó la pérdida de poder que Viriato tenía sobre los pueblos de este territorio y la conquista de este por parte de los romanos.
Los romanos establecieron, al parecer, el nuevo poblado en una zona cercana al camino real, dígase de paso antigua calzada romana afluente de la vía que unía Écija con Cástulo. A partir de este momento se tiene información escasa y muy fragmentada. De hecho sabemos algunos datos como la existencia de una serie de estructuras y varias lápidas con inscripciones romanas, en el lugar conocido como Roma la Vieja, además de diversos objetos esparcidos relacionados con el culto y la vida rutinaria hallados alrededor del término municipal, y la evidencia de que todo el territorio que separa Jamilena de Torredonjimeno está cubierto por más de una villa romana y otros restos arqueológicos de diferentes periodos. También existen evidencias de ocupación romana en el yacimiento de El Lagar, donde han aparecido varios restos de estructuras e inscripciones epigráficas. 
La concesión por parte del Emperador Octavio Augusto (siglo I) del título honorífico de Colonia Augusta Gemella Tuccitana a la zona comprendida entre Martos (Tucci), Torredonjimeno y Jamilena, hizo que esta zona fuese un lugar donde se asentaron varios legionarios romanos veteranos. Sobre este debate ya se habló en el siglo XVIII como lo demuestra la obra del padre Alejandro del Barco citada anteriormente. De época romana se conocen dos restos epigráficos, uno de ellos desaparecido. El primero hace referencia a la lápida vista por Diego de Villalta en el siglo XVI, en la cual se hacía referencia al emperador Augusto. La segunda, aunque es originaria de Jamilena, actualmente se halla incrustada en los muros del convento de las dominicas de Torredonjimeno, y en esta lápida es donde aparece citada la colonia romana. A esto hay que unirle la existencia de restos romanos en el paraje conocido como Haza de Roma o la propia morfología del barrio del Pilar, la cual apuntaría a la posible existencia de un foro romano. Por otro lado, existe un testimonio escrito del siglo III relativo a los asistentes al Concilio de Elvira (Granada), donde se cita que junto al obispo de Tucci (Martos), le acompaña un presbítero llamado León de Gemella, el cual según algunos historiadores era originario de Jamilena.

### Edad Media
Hasta el momento no se poseen muchos datos históricos y arqueológicos sobre la ocupación de los visigodos. Se sabe que cerca de Jamilena, en Torredonjimeno, fue hallado un extraordinario tesoro de dicho periodo. No obstante, las últimas investigaciones llevadas a cabo en las sierras cercanas a Jamilena han sacado a la luz interesantes conclusiones basadas en que durante este periodo se dio un proceso de ruralización en este territorio. Así, se produjo un fenómeno semejante al incastellamento italiano, es decir el paso de zonas llanas a zonas de montaña. Dicho proceso de ruralización se ha interpretado como el abandono de las estructuras tardorromanas como consecuencia del hundimiento del Estado y la presión que este y los nobles tenían sobre la población rural. De este modo, la población campesina se trasladó a zonas a pie de monte, como es el caso de la zona de sierra entre Jamilena y Torredelcampo.
Los diversos asentamientos tardorromanos que existían en el territorio continuaron ocupados hasta la llegada de los musulmanes en 711. Tras la conquista estos asentamientos pasaron a ser pequeñas alquerías que aprovechaban los numerosos manantiales que brotaban a los pies de los montes que configuran esta zona de montañas y sierras. Jamilena, rica en manantiales de agua, tenía uno característico, llamado actualmente río Cefrián, que iba desde El Hoyo (pozo–galería de construcción musulmana) pasando por los Baños de la Salvadora hasta las numerosas huertas de sus alrededores. Al mismo tiempo, Jamilena se conformaba como uno de los núcleos rurales que se articulaban entre el antiguo camino que unía Yayyan (Jaén) y Tuss (Martos). Actualmente se considera que el resto más característico de la ocupación musulmana en Jamilena era el castillo construido en el siglo XIII y actualmente desaparecido. La función del castillo de Jamilena era doble, puesto que consistía en agrupar a la población campesina en caso de un ataque enemigo y en controlar y vigilar el camino entre Martos y Jaén, además de las distintas rutas serranas que conducían a Jaén. Todo ello merced a la posición estratégica de este enclave en el territorio de frontera. Más tarde ese mismo castillo pasó a manos de la Orden de Calatrava tras la cesión de Martos y su territorio a los calatravos por parte del rey Fernando III, el Santo, el 8 de diciembre de 1228.
La cesión de dicho territorio supuso la creación en tierras de Jaén de la Encomienda calatrava de la Peña de Martos, a cual pertenecían otros pueblos, además de Jamilena, como Torredonjimeno, Higuera de Calatrava o Lopera, entre otros. En aquellos instantes Jamilena (o Gimilena como aparece en la documentación de la época) era un lugar agrícola conformado por numerosas huertas irrigadas por numerosos manantiales y rodeada por varios montes. Igualmente, durante el siglo XIII cristiano se levantó a extramuros de la población una ermita bajo la advocación de la Virgen de la Estrella. Al formar parte del vasto señorío de la Orden de Calatrava, la Encomienda de la Peña de Martos tenía varios bienes en el término de Jamilena, además del derecho al cobro de los diezmos. Dichos bienes eran una huerta llamada la huerta Palacio, un horno de pan cocer y otro de teja, un haza de tres olivos y otra haza debajo de la ermita de Valverde (Virgen de la Estrella), a lo que habría que unir el control de la explotación de las dehesas y los pastos. 
Por otro lado, hubo un curioso acontecimiento que se desarrolló a lo largo de todo el periodo bajomedieval, el cual tenía que ver con los conflictos que surgieron en 1251 a raíz de la indefinición de términos entre las tierras del concejo de Jaén y las posesiones de los calatravos. Dichos conflictos se iniciaron a partir del amojonamiento que hizo Fernando III en este territorio, ratificado posteriormente por su hijo Alfonso X, y se extendieron hasta incluso la Edad Moderna.

## Geografía humana

### Demografía
Cuenta con una población de 3298 habitantes (INE 2024).
| Gráfica de evolución demográfica de Jamilena entre 1842 y 2021                                                        |
| |
| Población de derecho según los censos de población del INE. Población de hecho según los censos de población del INE. |

## Economía

### Evolución de la deuda viva municipal
El concepto de deuda viva contempla sólo las deudas con cajas y bancos relativas a créditos financieros, valores de renta fija y préstamos o créditos transferidos a terceros, excluyéndose, por tanto, la deuda comercial.
| Gráfica de evolución de la deuda viva del Ayuntamiento de Jamilena entre 2008 y 2024                |
| |
| Deuda viva del Ayuntamiento de Jamilena, en miles de euros, según datos del Ministerio de Hacienda. |

## Organización político-administrativa

### Resultados electorales
| Elecciones municipales desde 1979                      |      |      |      |      |      |      |      |      |      |      |      |      |
|                                                        | 1979 | 1983 | 1987 | 1991 | 1995 | 1999 | 2003 | 2007 | 2011 | 2015 | 2019 | 2023 |
| AP/PP                                                  | -    | 1    | 2    | 3    | 5    | 4    | 5    | 3    | 4    | 4    | 2    | 5    |
| PSOE                                                   | 3    | 5    | 2    | 4    | 6    | 7    | 6    | 7    | 5    | 5    | 5    | 3    |
| AUPA                                                   | -    | -    | -    | -    | -    | -    | -    | -    | -    | -    | 3    | 3    |
| C's                                                    | -    | -    | -    | -    | -    | -    | -    | -    | -    | -    | 1    | 0    |
| PA                                                     | -    | -    | -    | -    | -    | -    | 0    | 1    | 2    | 2    | -    | -    |
| UCD/CDS                                                | 8    | -    | 4    | 4    | -    | -    | -    | -    | -    | -    | -    | -    |
| AGRUIN                                                 | -    | 4    | 2    | 0    | -    | -    | -    | -    | -    | -    | -    | -    |
| IPT                                                    | -    | 1    | 1    | -    | -    | -    | -    | -    | -    | -    | -    | -    |
| PCE/IU                                                 | 0    | -    | -    | 0    | -    | -    | -    | -    | -    | -    | -    | -    |
| En negrilla el partido más votado.                     |      |      |      |      |      |      |      |      |      |      |      |      |
| Fuente: Datos de las elecciones municipales desde 1979 |      |      |      |      |      |      |      |      |      |      |      |      |

### Alcaldía
| Periodo   | Nombre                                                      | Partido                                            |
| --------- | ----------------------------------------------------------- | -------------------------------------------------- |
| 1979-1983 | Antonio Garrido Martínez 1982: Juan José Colmenero Pérez    |                                                    |
| 1983-1987 | Juan Manuel Serrano López                                   |                                                    |
| 1987-1991 | Juan José Colmenero Pérez                                   |                                                    |
| 1991-1995 | Manuel Estrella Castellano 1992: Domingo Jiménez Armenteros | Logo del PP desde 1989 hasta 1993                  |
| 1995-1999 | Juan Manuel Cazalla Liébana                                 |                                                    |
| 1999-2003 | Manuel Beltrán Cámara                                       |                                                    |
| 2003-2007 | José Cazalla Martínez                                       |                                                    |
| 2007-2011 | José Cazalla Martínez                                       |                                                    |
| 2011-2015 | Crispín Colmenero Martos                                    | Logo del PP desde 2008 hasta 2015                  |
| 2015-2019 | Crispín Colmenero Martos                                    | Logo del PP desde el 9 de julio de 2015 hasta 2019 |
| 2019-2023 | José María Mercado Barranco                                 |                                                    |
| 2023-act. | Tomás Liébana Liébana                                       |                                                    |

## Educación
En Jamilena existen en la actualidad cuatro centros educativos que son:
- CEI Los Peques Centro de educación infantil municipal que dedica la enseñanza a bebés desde 4 meses a 3 años. Con servicio de comedor escolar propio.

- CEIP Padre Rejas, donde se imparten todos los niveles de infantil y primaria.

- IES Sierra de la Grana, dedicado a la enseñanza secundaria.

- SEP Los Picones. Es un Centro de Educación Permanente dedicado a la educación y formación de personas mayores de 18 años.

## Patrimonio

### Iglesia parroquial de Nuestra Señora de la Natividad

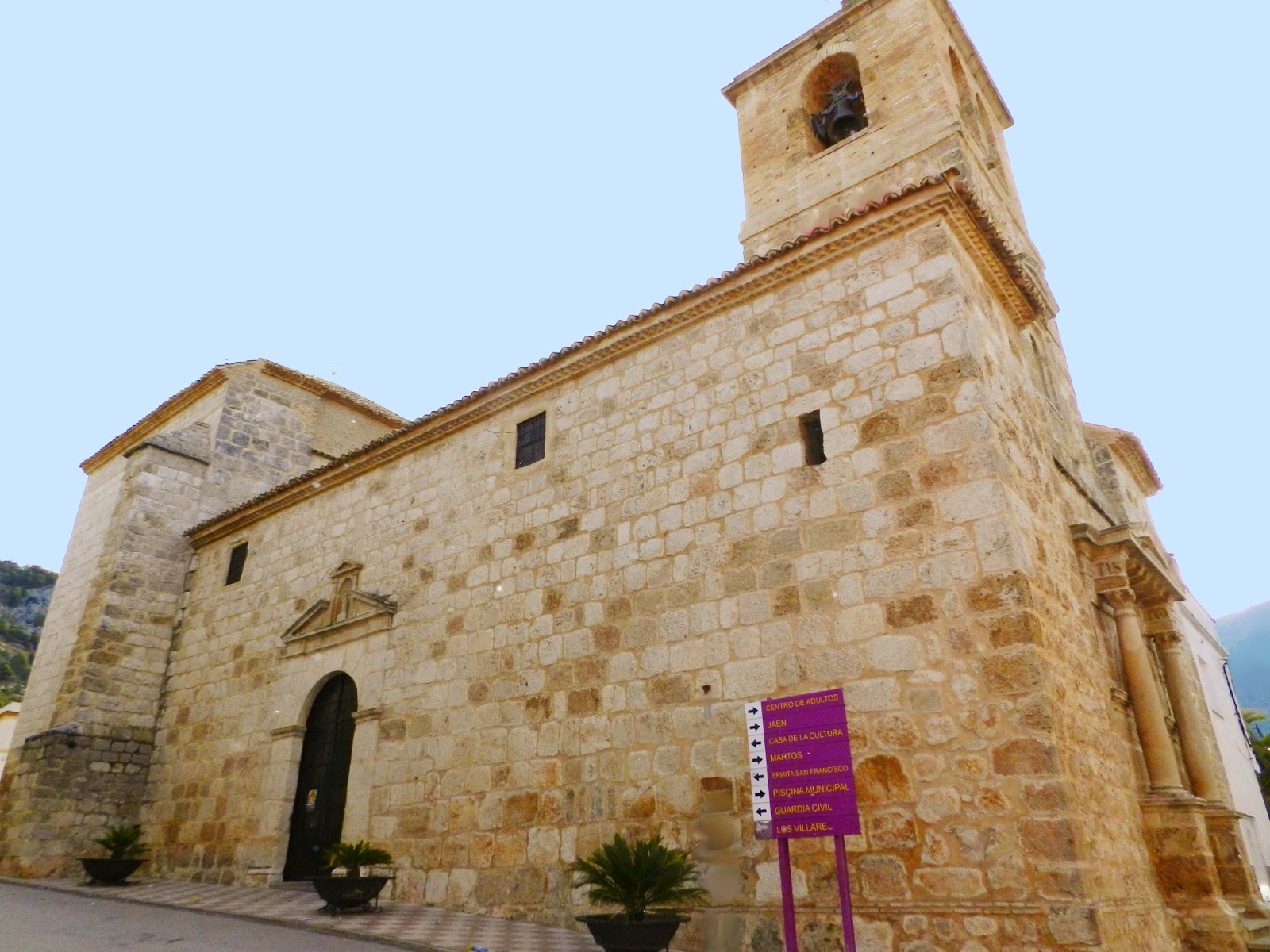
Iglesia de Nuestra Señora de la Natividad

Templo cuya construcción comenzó en el siglo XVI por mandato del emperador Carlos V. El trazado de la iglesia y las primeras obras corrieron a cargo del arquitecto Francisco del Castillo el Mozo, discípulo del arquitecto italiano Jacopo Vignola. La iglesia fue terminada en el siglo XVII por Juan Sequero de la Matilla. La iglesia parroquial de Jamilena es un templo que sigue muy bien el modelo propuesto por Vignola para las iglesias jesuíticas, es decir nave única con capillas hornacinas a los lados. 

### Ermita de San Francisco

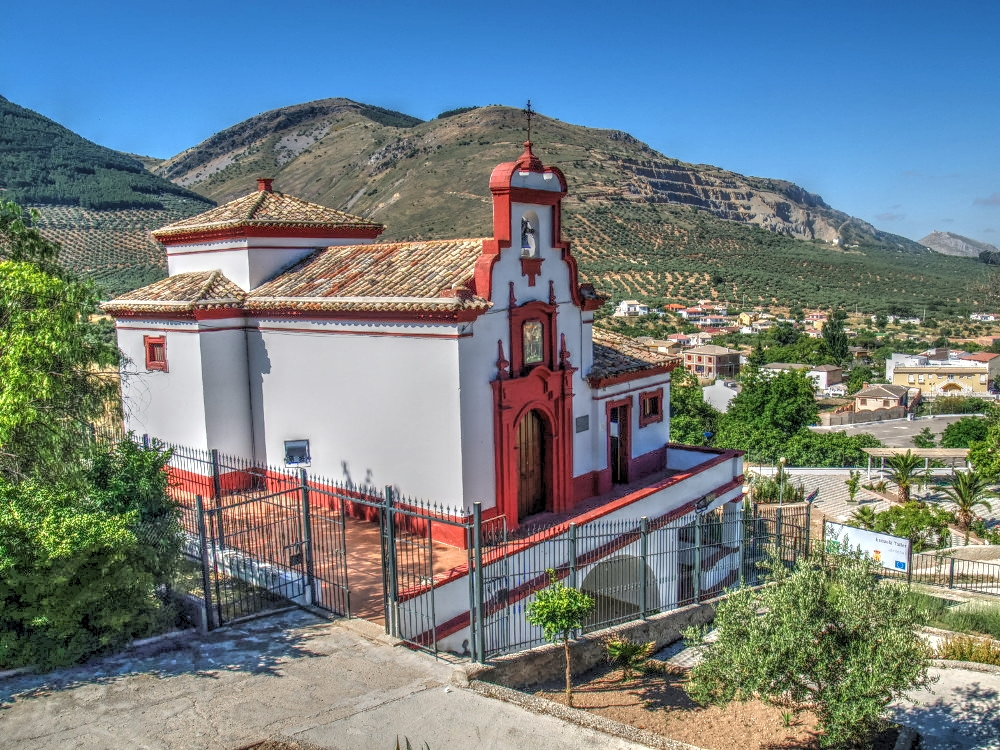
Ermita de San Francisco

Ermita mandada construir por María Jesús Martínez Colmenero, maestra y rica propietaria de Jamilena, hija del político local Felipe Martínez Garrido, en la década de 1920. La ermita de San Francisco es una ermita de clara volumetría, cuya portada y trazado están inspirados en el barroco tardío hispanoamericano. Su arquitectura toma como principales referencias algunas construcciones realizadas en la ciudad de Andújar durante el primer tercio del siglo XX. Dentro de ella se guardan varios lienzos de gran valor entre los que destaca una cuadro del siglo XVII donde se representa al franciscano San Francisco Solano. Dicho cuadro es el único lienzo que sobre este santo cordobés se halla en la provincia de Jaén.

### Casas regionalistas de la calle Llana
Grupo de casas construidas en el primer tercio del siglo XX que destacan por su volumetría y ornamentación interior y exterior. La primera casa sita en el n.º 14 es un edificio que empezó a construirse en la década de 1910 a la par que la ermita de San Francisco de Jamilena. Dicha casa, atribuida al arquitecto José Corbellá Pené pertenecía a la familia Martínez y tomó como principal referente la casa de la familia Espejo de la ciudad de Andújar con la cual habían emparentado los Martínez. Otra casa sita en el n.º 9 de la calle Llana es la mandada construir por Julio Martínez Román hacia 1928 donde se ven influencias regionalistas, al igual que en la otra casa sita en el n.º 13 de dicha calle construida en 1905 y finalmente destruida en octubre de 2014.

### Casa consistorial
Su construcción data de 1887, según proyecto del arquitecto asentado en Jaén, Justino Flórez Llamas. Así mismo, se construyó sobre los solares anteriormente ocupados por la antigua cárcel, las casas consistoriales y un horno de pan, que tuvo que derribarse para que el solar donde iba a edificarse el nuevo Ayuntamiento fuese más amplio. Desde entonces y hasta el momento, se sitúan allí las dependencias municipales y el juzgado de paz. Dicho edificio municipal sufrió varias reformas y modificaciones a finales de la década de 1960. La última reforma ha sido finalizada en 2020.

### Baños de la Salvadora
Restos arqueológicos de un complejo de baños de aguas medicinales mandado construir en el paraje de la Salvadora en la década de 1860 por el vecino de Jamilena, Antonio Barranco Nieto. El diseño del complejo corrió a cargo del arquitecto Manuel Mostaza y estaba compuesto por vestuarios, jardines y dos baños circulares con escalinata de acceso y banco corrido, uno para cada sexo.

### Fuente Mayor
Fuente situada junto a la ermita de San Francisco la cual se encargaba de abastecer de agua al municipio y servía como abrevadero y lavadero municipal. La actual es de 1980 y se construyó sobre la antigua, realizada en 1713. Sin embargo, está documentada la existencia de esta fuente desde el siglo XV.

### Barrio del Pilar
Una de las calles más antiguas y características de Jamilena. Su trazado hace pensar que tiene como origen un foro romano, aunque el edificio más destacado de dicha calle lo constituía el desaparecido castillo de Jamilena. Dicho castillo fue construido en el siglo XIII por los musulmanes y construyó un punto de control y defensa del territorio que lo rodeaba.

### El Calvario
Paraje donde se encuentran los primeros asentamientos humanos en Jamilena, los cuales datan del periodo paleolítico. En dicho paraje nos encontramos con números restos líticos de la industria solutrense, una cantera lítica, restos megalíticos y una necrópolis calcolítica. Actualmente, hay situada una ermita realizada hacia 1980 y construida sobre una anterior del último tercio del siglo XIX en honor a Fr. Diego José de Rejas.

### Sierra de Jamilena
Jamilena posee sierra formada por los parajes de Pecho de la Fuente, cueva de la Dehesa (paraje de San Isidro), Peñablanquilla (o Pecho del Espinar), la sierra de la Grana, que cuenta con una altitud máxima de 1.240 m., la cual se puede recorrer por sus numerosos senderos y en la que se puede disfrutar de su abundante un paraje natural con unos paisajes y vistas maravillosas, Esta sierra es usada también para el desarrollo de actividades deportivas de montaña y el pastoreo.

## Fiestas
- Día de San Antón (16 de enero): festividad popular en honor este santo donde se realizan las tradicionales hogueras.
- Semana Santa (primavera).
- Romería de San Isidro (días 14-15 de mayo).
- Pascua de mayo (domingo de Pentecostés).
- Corpus Christi y Octava del Corpus (junio): festividades en honor al Santísimo Sacramento en las cuales se decoran y engalanan las calles de la localidad con altares, pinturas en el suelo y adornos florales, entre otras cosas. Dicha festividad está considerada como una de las más bellas de la provincia de Jaén, solo comparable con las celebradas en Villardompardo y Villacarrillo.

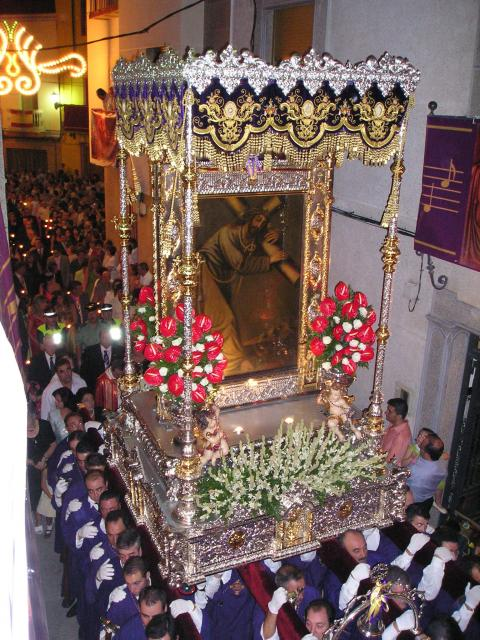
Procesión de Ntro. Padre Jesús el Día de Jesús

- Procesión de Ntro. Padre Jesús el Día de JesúsFeria de Agosto (días 14-15 de agosto): fiestas en honor a la Virgen de la Natividad, Patrona de Jamilena, cuyo desarrollo transcurre en el llamado barrio Nuevo de la localidad.
- Día de Jesús (del 13 al 16 de septiembre): festividad principal en Jamilena en honor a su Patrón, Nuestro Padre Jesús Nazareno, el cual procesiona el día 14 de septiembre. Dicho día suelen reunirse muchísimas personas procedentes de lugares cercanos a Jamilena y del resto de España.

## Cultura
Actualmente Jamilena, cuenta con una biblioteca pública municipal situada en el edificio multiusos de la Fuente Mayor, un centro Guadalinfo, un Telecentro con conexión a internet, una sala de exposiciones, una sala de informática y una sala multisusos.
Igualmente, existe un auditorio municipal, que lleva el nombre de auditorio municipal Miguel Ángel Colmenero que posee una escuela municipal de música y alberga otras sedes índole cultural.
Actualmente existen en Jamilena dos asociaciones de índole cultural:
- Asociación Artístico-Musical Miguel Ángel Colmenero, fundada en 1997 por Miguel Ángel Colmenero Garrido.
- Asociación Cultural y de Estudios Jamilenudos, fundada en 2006.

### Medios de comunicación
Existió una radio local, Jamilena FM en la frecuencia 95.8 FM.
También existe un periódico escrito y digital, Vivir Jamilena, así como la televisión local Vivir Jamilena TV